# Cotton Mather
Cotton Mather   (Boston, 12 de febrer de 1663 - Boston, 13 de febrer de 1728) fou un ministre purità, escriptor prolífic i pamfletista de Nova Anglaterra. Va deixar un llegat científic pels seus experiments amb la hibridació i la seva promoció de la inoculació per a la prevenció de malalties, encara que se'l recorda avui en dia sobretot per la seva implicació en el judici a les Bruixes de Salem.

## Biografia

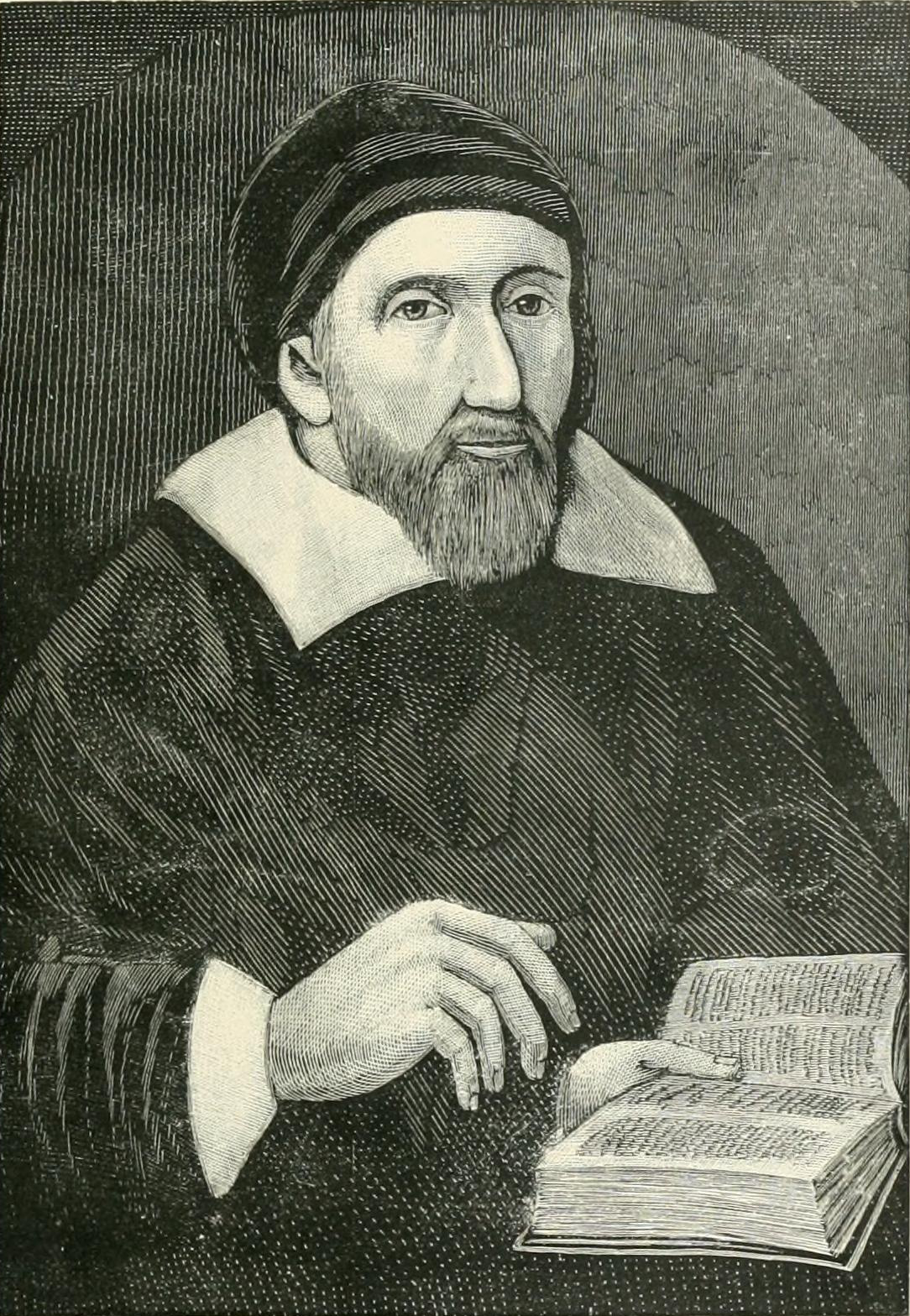
Richard Mather.

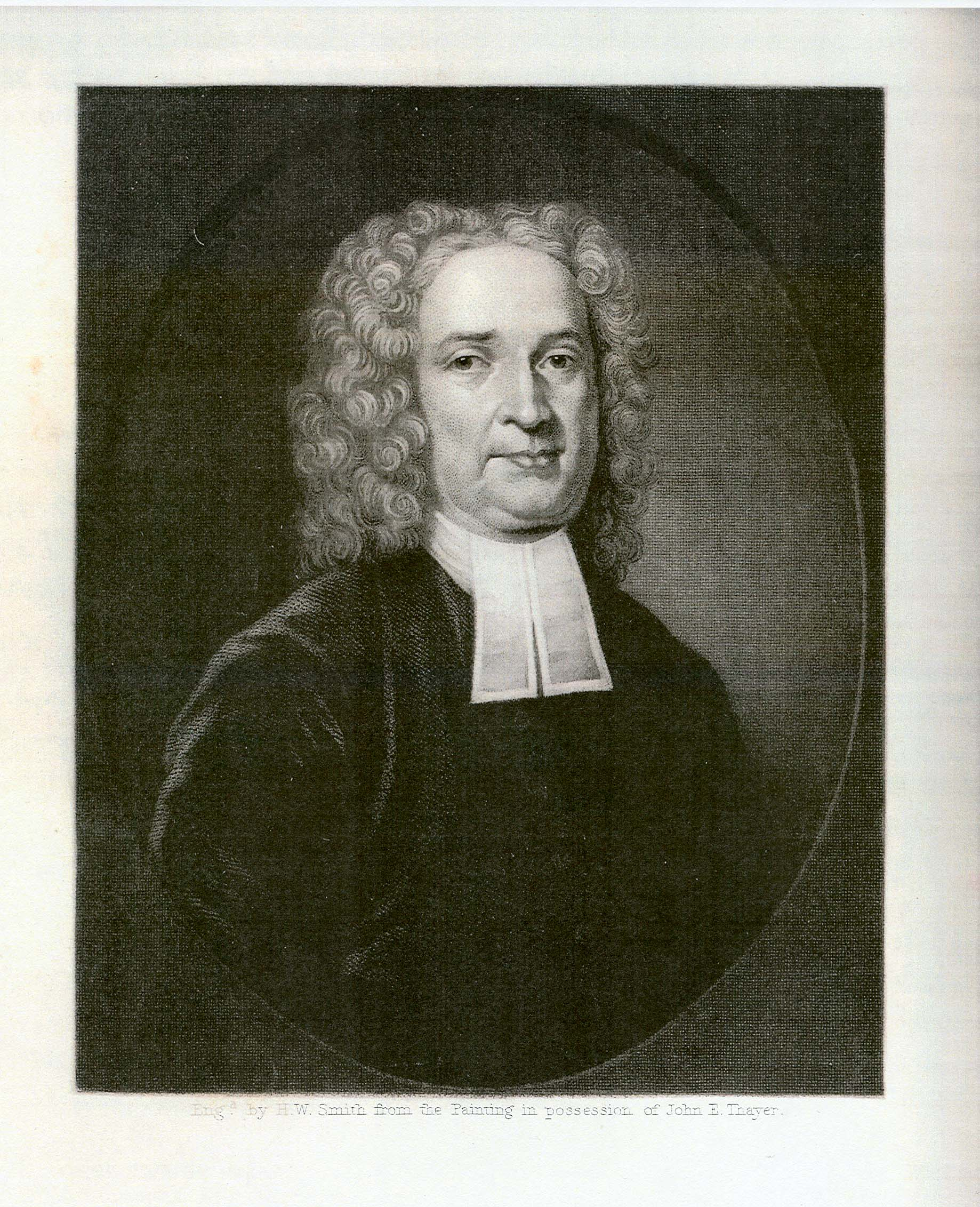
John Cotton (1585–1652).

Mather va néixer a Boston, Colònia de la Badia de Massachusetts, fill de Maria (Cotton de soltera) i Increase Mather, i net de John Cotton i Richard Mather, que eren tots ministres puritans destacats. Mather va rebre el nom del seu avi matern John Cotton. Va estudiar a la Boston Latin School, i es va graduar a Harvard el 1678 als 15 anys. Després d'acabar la seva feina com a postgraduat, va posar-se a treballar amb el seu pare com a pastor ajudant a la North Church original de Boston. El 1685, Mather va assumir la plena responsabilitat com a pastor de l'església.:8

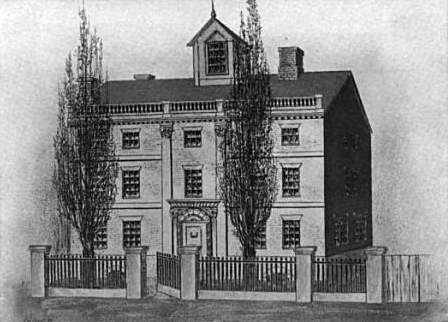
Mather va viure a Hanover Street, Boston, 1688–1718

Mather va escriure més de 450 llibres i pamflets, i les seves ubiqües obres literàries en van fer un dels líders religiosos més influents d'Amèrica. Va establir el to moral a les colònies i va liderar la crida als puritans de segona i tercera generació, els pares dels quals havien marxat d'Anglaterra cap a les colònies de Nova Anglaterra perquè tornessin a les arrels teològiques del puritanisme. La seva obra més important va ser Magnalia Christi Americana (1702) que compren set llibres diferents, molts dels quals són narracions biogràfiques i històriques.

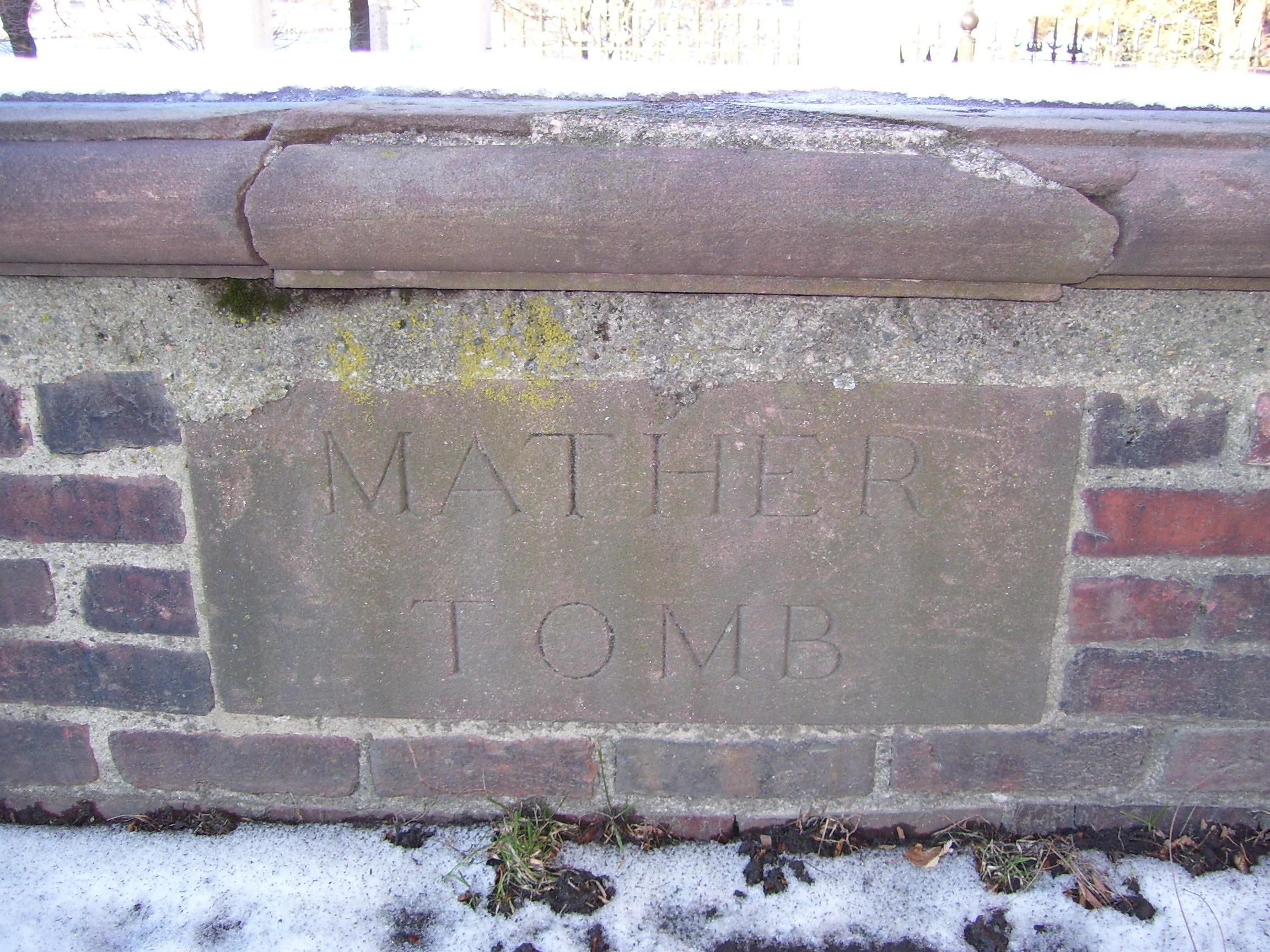
El panteó Mather al cementeri de Copp's Hill a Boston, Massachusetts.

Mather va influir en els inicis de la ciència americana. El 1716, va dur a terme un dels primers experiments documentats sobre hibridació de plantes, a partir de les seves observacions sobre varietats de blat de moro. Aquesta observació va quedar registrada en una carta al seu amic James Petiver:
| « | Primer: el meu amic va plantar una filera de blat de moro de color vermell i blau; la resta del Camp es planta amb blat de moro del groc, que és el color més habitual. Al costat de Barlovento, aquesta fila vermella i blava, tan infectada tres o quatre files senceres, que els comunicava el mateix color; i una part de la cinquena i una part de la sisena. Però al costat de sotavent, ni més ni menys que set o vuit files, els havia comunicat el mateix color; i es van fer algunes petites impressions en els que encara estaven més lluny. | » |

El novembre de 1713, la dona d'en Mather, uns bessons acabats de néixer, i la seva filla de dos anys van morir durant una epidèmia de xarampió. Va quedar vidu dues vegades, i només el van sobreviure dos dels seus 15 fills; va morir l'endemà del seu 65è aniversari i fou enterrat al cementiri de Copp's Hill, a prop de la North Church.

### Influència de Boyle sobre Mather
Robert Boyle va tenir una enorme influència en tota la carrera de Mather. Va llegir La Utilitat de la Filosofia Natural Experimental de Boyle amb detall al llarg de la dècada de 1680, i les seves obres primerenques sobre ciència i religió en treien moltes idees, utilitzant un llenguatge pràcticament idèntic al de Boyle.

### Increase Mather
La relació de Mather amb el seu pare Increase Mather es creu que va ser tensa i difícil. Increase era pastor de la North Square Church i president de Harvard College; era un home d'èxit. Malgrat els esforços de Cotton, no va ser mai tan conegut ni van tenir tan èxit en la política com el seu pare. Sí que el va superar en producció com a escriptor, fent més de 400 llibres. Una de les demostracions més públiques de la seva tensa relació va ser durant els judicis per bruixeria, amb els quals Increase Mather no hi estava d'acord.

### Yale College
Cotton Mather va ajudar a convèncer Elihu Yale perquè fes una donació per establir una nova universitat a New Haven que es va convertir en Yale College.

## Judicis per bruixeria a Salem de 1692, la influència de Mather

### Abans dels judicis
El 1689, Mather va publicar Memorable Providences que detallava les suposades malalties d'alguns nens de la família Goodwin de Boston. Mather va tenir un paper destacat en el cas de bruixeria contra la bugadera catòlica Goody Glover, que al final fou condemnada i executada. A més de pregar pels nens, que també incloïa dejuni i meditació, també n'observava i n'enregistrava les activitats. Els nens patien atacs d'histèria, que va detallar a Memorable Providences. En el seu llibre, Mather argumentava que como que les bruixes i els dimonis existeixen, hi ha "ànimes immortals". També afirmava que les bruixes s'apareixen espectralment en la seva pròpia forma. S'oposava a totes les explicacions naturals per als atacs; creia que les persones que confessaven l'ús de bruixeria tenien ple ús de les seves facultats mentals; avisava del perill de fer màgia degut a la seva connexió amb el dimoni; i argumentava que les visions i els somnis no s'havien d'utilitzar com a prova de bruixeria.
Robert Calef, contemporani de Mather i crític seu, va considerar que el seu llibre era responsable d'haver creat les condicions per als judicis a les bruixes al cap de tres anys:
| « | Sr. Buroughs [sic] va ser portat en un carro amb altres, pels carrers de Salem, fins a l'execució. Quan va ser a l'escala, va fer un discurs per aclarir la seva innocència, amb expressions tan solemnes i greus com per a l'admiració de tots els presents; la seva pregària (que va concloure repetint l'oració del Senyor) [com se suposa que les bruixes no podien recitar] estava tan ben redactada i pronunciada amb tanta compostura com una fervor d'esperit, que era molt afectuosa, i va treure llàgrimes de molts., de manera que alguns semblava que els espectadors entorperien l'execució. Els acusadors van dir que l'home negre [Diable] es va aixecar i li va dictar. Tan bon punt va ser apagat [penjat], el senyor Cotton Mather, que estava muntat sobre un cavall, es va dirigir al poble, en part per declarar que [el Sr. Burroughs] no va ser un ministre ordenat, en part per posseir el Poble de la seva culpa, dient que el diable sovint s'havia transformat en l'Àngel de la Llum. I això va apaivagar una mica el Poble, i els Afusellaments van continuar; quan ell [el Sr. Burroughs] va ser tallat, va ser arrossegat per un Halter a un forat, o tomba, entre les roques, a uns dos peus de profunditat; li van treure la camisa i els pantalons, i un vell parell de pantalons d'un Executat es va posar a les seves parts inferiors: se li va posar així, juntament amb [John] Willard i [Martha] Carrier, que una de les seves mans i la barbeta., i un peu d'un d'ells, es va deixar descobert. | » |

L'historiador del segle xix Charles Wentworth Upham compartia l'opinió que els afectats de Salem imitaven els nens de la família Goodwin, però en culpava tant Cotton com el seu pare Increase Mather:
| « | Són responsables... més que gairebé qualsevol altre home, de les opinions del seu temps. Va ser, de fet, una època supersticiosa; però ho van fer molt més per les seves operacions, influència i escrits, començant amb el moviment de Increase Mather, a l'assemblea de ministres, el 1681, i acabant amb els tractes de Cotton Mather amb els nens Goodwin, i el relat que va imprimir i va fer circular molt lluny. i ample. Per aquest motiu, doncs, en primer lloc, considero aquests dos homes responsables del que s'anomena "Bruixeria de Salem". | » |

### El tribunal
Mather va influir des de l'inici en la composició del tribunal per als judicis. Sir William Phips, governador de l'acabada de constituir Província de la Badia de Massachusetts, va nomenar el seu tinent governador, William Stoughton, com a cap d'un tribunal especial sobre bruixeria i després com a jutge en cap dels tribunals colonials, on va presidir els judicis per bruixeria. Segons George Bancroft, Mather havia influït perquè Stoughton, que era impopular en política, aconseguís el nomenament de tinent governador per sota de Phips gràcies a la intervenció del seu poderós pare, Increase. "S'havia fet intercessió per Cotton Mather per l'avançament de Stoughton, un home fred, orgullós, obstinat i cobejós de distinció". Aparentment Mather va veure en Stoughton, un solter que no s'havia casat mai, un aliat en afers relacionats amb l'església. Bancroft explica així que la reacció de Mather al nomenament de Stoughton:
| «                                                          | Hi ha catorze ministres dignes que recentment han posat les mans en un llibre que ara apareix a la premsa, que conté Casos de consciència sobre la bruixeria. Vaig pensar, en la meva Consciència, que tal com corren els humors d'aquest poble, un discurs com aquest anant sols no només permetria que els defensors de les bruixes, molt erudits, fossin i mordiguessin els últims processos contra les bruixes, considerats en parcel·les, mentre que les coses tal com eren a granel, amb totes les seves dependències, no estaven exposades; però també sufoca eternament qualsevol altre procediment de justícia i, més que això, produeix un concurs públic i obert amb els jutges que (tot i que més enllà de la intenció del digne autor i subscriptor) es trobaran portats al bar davant el mòbil més temerari [mob] | » |
| — Carta del 20 d'octubre de 1692 al seu oncle John Cotton. | |   |

Mather va afirmar que no havia assistit als judicis a Salem (encara que el seu pare sí que va assistir al judici de George Burroughs). Els seus contemporanis Calef i Thomas Brattle l'ubiquen a les execucions (vegeu més endavant). Mather va començar a difondre i celebrar els judicis molt abans que acabessin: "Si enmig de les moltes Insatisfaccions entre nosaltres, la publicació d'aquests Judicis pot promoure tal Agraïment pietós a Déu, perquè s'executi la Justícia entre nosaltres, m'Alegraré que Déu és Glorificat". Mather es considerava a si mateix historiador i no advocat, però segons un escriptor modern, els seus escrits presuposen la culpabilitat dels acusats i inclouen comentaris com anomenar Martha Carrier "una bruixa rampant". Mather es referia George Burroughs com un "home molt escarransit" les "tergiversacions, contradiccions, i falsedats" del qual feien que el seu testimoni no "valgués la pena de considerar".

### Precaució en l'ús de visions com a prova
Les noies afectades afirmaven que la semblança d'un dels acusats, que era invisible a tothom menys a elles, les estava turmentant; això es va considerar prova de bruixeria, malgrat les protestes de l'acusat i la seva professió de sòlides creences cristianes. El 31 de maig de 1692, Mather va escriure a un dels jutges, John Richards, que era membre de la seva congregació, expressant el seu suport als processos, però avisant; "no poseu més pes en les proves pures de visions del que puguin aguantar … És ben cert que els Dimonis han agafat de vegades les Formes de persones que no sols són innocents, sinó fins i tot molt virtuoses. Encara que crec que el Déu just llavors proporciona alguna manera perquè les persones que han patit aquesta difamació puguin reivindicar-se ràpidament".
Es va demanar una opinió sobre el tema als ministres de la zona, i es va rebre una resposta el 15 de juny de 1692. Sembla que Cotton Mather s'atribueix les diverses respostes quan escriu un anònim autolaudatori al cap d'alguns anys: "escrits a mesura dels seus desitjos, per Cotton Mather el jove, segons m'han informat". La "Resposta dels Diversos Ministres" discutia de forma ambivalent si s'havien d'admetre o no les visions i els somnis com a proves. La versió completa original de la carta es va tornar a imprimir a finals de 1692 en les últimes dues pàgines de Casos de Consciència d'Increase Mather. És un document curiós i continua sent una font de confusió i discussions. Calef en diu que és "perfectament Ambidextre, donant més i més Encoratjament per procedir en aquests mètodes foscos, i després avisa dels seus perills… sens dubte el Consell que llavors es dona, sembla sobretot una cosa que ha Compost ell, perquè porta alhora Foc per augmentar i Aigua per apagar la Conflagració". Sembla probable que els "Diversos" ministres que es van consultar no es devien posar d'acord, i així la construcció i la presentació del consell que en va fer Mather haurien estat crucials per a la seva interpretació.
Thomas Hutchinson va resumirla Resposta, "Les dues primeres seccions i la darrera d'aquest consell s'enduien la força de totes les altres, i els processaments van continuar amb més vigor que abans". Quan va reimprimir la Resposta al cap de cinc anys en la seva Vida de Phips (1697), publicada de forma anònima, Cotton Mather va ometre les crucials "dues primeres seccions i la darrera", encara que eren les que havien rebut més atenció a les seves "Meravelles del Món Invisible" que s'havia afanyat a publicar l'estiu i principis de la tardor de 1692.
El 19 d'agost de 1692, Mather va assistir a l'execució de George Burroughs (i quatre persones més que es van executar després que Mather va parlar) i Robert Calef el presenta en un paper directe i influent:
| « | Sr. Buroughs [sic] va ser portat en un carro amb altres, pels carrers de Salem, fins a l'execució. Quan va ser a l'escala, va fer un discurs per aclarir la seva innocència, amb expressions tan solemnes i greus com per a l'admiració de tots els presents; la seva pregària (que va concloure repetint l'oració del Senyor) [com se suposa que les bruixes no podien recitar] estava tan ben redactada i pronunciada amb tanta compostura com una fervor d'esperit, que era molt afectuosa, i va treure llàgrimes de molts., de manera que alguns semblava que els espectadors entorperien l'execució. Els acusadors van dir que l'home negre [Diable] es va aixecar i li va dictar. Tan bon punt va ser apagat [penjat], el senyor Cotton Mather, que estava muntat sobre un cavall, es va dirigir al poble, en part per declarar que [el Sr. Burroughs] no va ser un ministre ordenat, en part per posseir el Poble de la seva culpa, dient que el diable sovint s'havia transformat en l'Àngel de la Llum. I això va apaivagar una mica el Poble, i els Afusellaments van continuar; quan ell [el Sr. Burroughs] va ser tallat, va ser arrossegat per un Halter a un forat, o tomba, entre les roques, a uns dos peus de profunditat; li van treure la camisa i els pantalons, i un vell parell de pantalons d'un Executat es va posar a les seves parts inferiors: se li va posar així, juntament amb [John] Willard i [Martha] Carrier, que una de les seves mans i la barbeta., i un peu d'un d'ells, es va deixar descobert. | » |

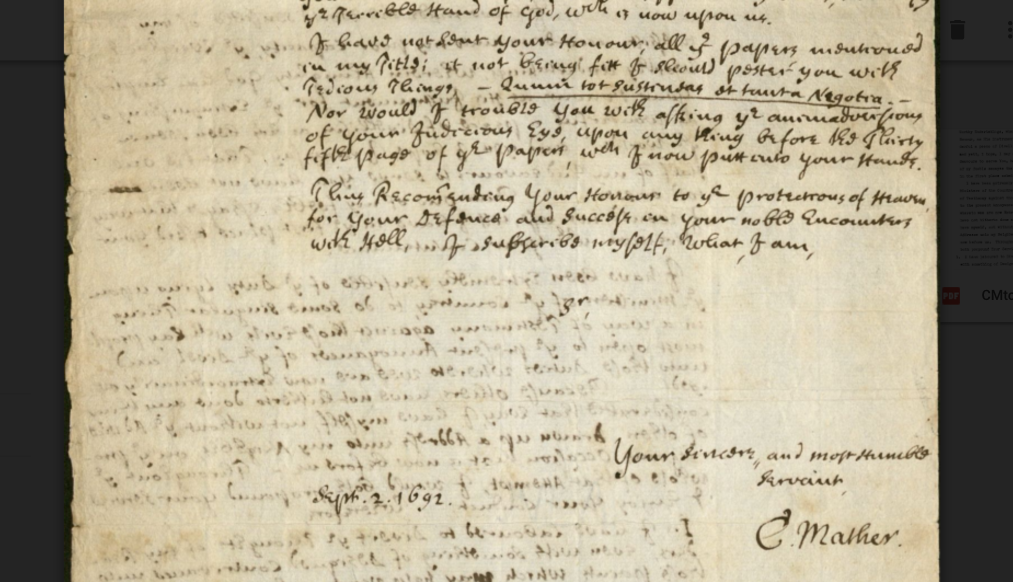
Carta de Cotton Mather al jutge William Stoughton, 2 de setembre de 1692

El 2 de setembre 1692, després de l'execució d'onze dels acusats, Cotton Mather va escriure una carta al Jutge en cap William Stoughton felicitant-lo per "extingir d'un episodi demoníac dels més meravellosos que s'havien vist al món" i afirmant que "una meitat dels meus esforços per servir-vos no s'han explicat ni vist".
Sobre l'ús de les visions i els somnis com a prova, Upham conclou que "Cotton Mather no en va 'denunciar mai l'admissió' en cap escrit públic, no en va aconsellar mai l'exclusió absoluta; sinó que al contrari ho va reconèixer com a motiu de 'presumpció' … [i una vegada va admetre] que no s'hi podia oposar res. El caràcter, la raó, el sentit comú, van quedar erradicats". En una carta a un capellà anglès el 1692, l'intel·lectual de Boston Thomas Brattle, criticant els judicis, va dir de l'ús dels jutges de les visions com a prova:
| « | The S.G. [Salem Gentlemen] will by no means allow, that any are brought in guilty, and condemned, by virtue of spectre Evidence... but whether it is not purely by virtue of these spectre evidences, that these persons are found guilty, (considering what before has been said,) I leave you, and any man of sense, to judge and determine. | » |

El Governador Phips va excloure les proves de visions i somnis dels judicis a partir de gener de 1693, més o menys en la mateixa època que el nom de la seva pròpia dona (Lady Mary Phips) començava a circular relacionat amb la bruixeria. Aquesta exclusió va provocar immediatament una caiguda del nombre de veredictes de culpabilitat. Degut a una suspensió de Phips, ja no hi van haver més execucions. William Stoughton es va oposar vigorosament a les accions de Phips.
Bancroft destaca que Mather considerava que les bruixes eren "dels captaires pobres, i vils, i esparracats de la Terra", i Bancroft afirma que Mather considerava que la gent que estava en contra dels judicis de bruixeria eren partidaris de la bruixeria.

### Després dels judicis
Durant els anys posteriors als judicis, dels protagonistes principals que se'n té constància, ni ell ni Stoughton no van demostrar gaire recança. Durant anys, Cotton Mather continuava defensant-los i semblava que tenia esperances que tornessin.:67
Meravelles del Món Invisible contenia alguns dels sermons de Mather, les condicions de la colònia i una descripció de judicis per bruixeria a Europa.:335 D'alguna manera va aclarir els consells contradictoris que havin donat a Resposta dels Diversos Ministres, defensant la utilització de les visions com a prova. Meravelles del Món Invisible va aparèixer més o menys al mateix temps que Casos de Consciència d'Increase Mather.

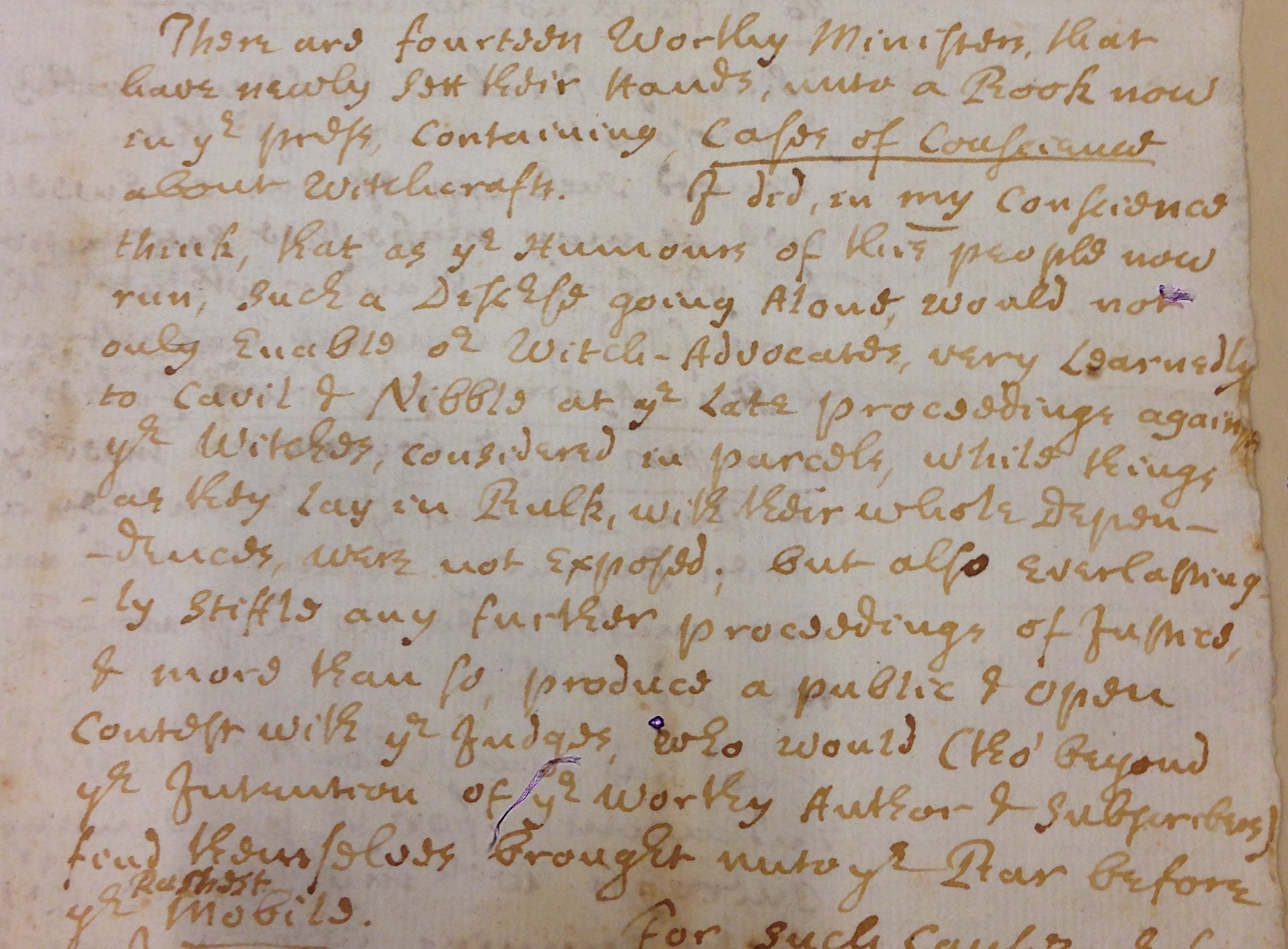
Carta de CM al seu oncle de 20 d'octubre de 1692

Mather no va signar amb el seu nom ni va donar suport al llibre del seu pare, al principi:
| «                                                          | Hi ha catorze ministres dignes que recentment han posat les mans en un llibre que ara apareix a la premsa, que conté Casos de consciència sobre la bruixeria. Vaig pensar, en la meva Consciència, que tal com corren els humors d'aquest poble, un discurs com aquest anant sols no només permetria que els defensors de les bruixes, molt erudits, fossin i mordiguessin els últims processos contra les bruixes, considerats en parcel·les, mentre que les coses tal com eren a granel, amb totes les seves dependències, no estaven exposades; però també sufoca eternament qualsevol altre procediment de justícia i, més que això, produeix un concurs públic i obert amb els jutges que (tot i que més enllà de la intenció del digne autor i subscriptor) es veurien portats al bar davant el mòbil més precipitat [mob] | » |
| — Carta del 20 d'octubre de 1692 al seu oncle John Cotton. | |   |

Les últims implicacions importants de Mather amb la bruixeria van ser les interaccions amb Mercy Short el desembre de 1692 i Margaret Rule el setembre de 1693. L'última va comportar una campanya de cinc anys del mercader de Boston Robert Calef contra els influents i poderosos Mather. El llibre de Calef Més Meravelles del Món Invisible fou inspirat per la por que Mather aconseguís de tornar a provocar nous judicis per bruixeria, i la necessitat de donar testimoni de les horribles experiències de 1692. Cita les disculpes públiques dels homes del jurat i d'un dels jutges. Es va dir que Increase Mather havia cremat públicament el llibre de Calef a Harvard Yard cap a l'època que l'havien destituït com a cap de la universitat, substituït per Samuel Willard.

### Debats posteriors
Múltiples erudits han debatut, des del segle xix sobre la responsabilitat i la influència de Cotton Mather sobre els judicis de Salem.

## Polèmica sobre la inoculació de la verola
La pràctica de la inoculació de la verola (no confondre amb la pràctica posterior de la vacunació) es va desenvolupar possiblement a l'Índia durant el segle viii o a la Xina del segle x. Cap al segle xvii la pràctica havia arribat a Turquia, i la inoculació o, més aviat, la variolació, consistia a infectar una persona mitjançant un tall a la pell amb exsudat procedent d'un pacient que tingués un cas relativament benigne de verola, per tal de provocar una infecció tractable i recuperable que proporcionés una immunitat posterior. Cap a principis del segle xviii, la Royal Society d'Anglaterra discutia la pràctica de la inoculació, i l'epidèmia de verola de 1713 va renovar-hi l'interès. No fou fins al 1721, però, que Anglaterra va registrar el seu primer cas d'inoculació.

### Situació a la Nova Anglaterra de l'època
La verola era un problema seriós a l'Amèrica colonial; afectava més greument als nadius americans, però també als colons anglo-americans. Nova Anglaterra va patir epidèmies de verola el 1677, 1689–90, i 1702. Era altament contagiosa, i la mortalitat podia arribar fins al 30 per cent. Boston havia patit passes de verola el 1690 i 1702. Durant aquesta era, les autoritats de Massachusetts gestionaven l'amenaça principalment mitjançant quarantenes. Els vaixells que arribaven passaven la quarantena al port de Boston, i tots els pacients de verola de la ciutat es custodiaven amb guàrdies o es tancaven en un pavelló per a infectats.
El 1706, Onesimus, un esclau propietat de Mather, li a explicar com, quan era un nen a l'Àfrica, l'havien inoculat. Mather va quedar fascinat per la idea. El juliol de 1716, havia llegit un article favorable a la inoculació del Dr Emanuel Timonius de Constantinoble a les Philosophical Transactions. Llavors Mather va declarar, en una carta al Dr. John Woodward del Gresham College de Londres, que tenia la intenció d'influir en els metges de Boston perquè adoptessin la pràctica de la inoculació si la verola tornava a la colònia.
El 1721, tota una generació de bostonians joves era vulnerable i els records dels horrors de la darrera epidèmia havien pràcticament desaparegut. La verola va tornar el 22 d'abril d'aquell any, quan el vaixell anglès Seahorse va arribar de les Índies Occidentals amb la verola a bord. Malgrat els intents de protegir la ciutat amb quarantena, el 27 de maig havien aparegut nou casos coneguts de verola a Boston, i a mitjans de juny, la malaltia es propagava a un ritme alarmant. A mesura que arribava una nova onada de verola, molts residents van fugir cap a l'entorn rural. La combinació d'èxode, quarantena, i la por dels comerciants de fora va afectar greument l'economia de la capital de la Colònia de la Badia durant setmanes. Es van col·locar guàrdies a la Cambra de Representants per evitar que els bostonians entressin sense un permís especial. El setembre havien mort 101 persones, i els regidors, sense cap manera d'aturar-ho, "van limitar severament el període en què podien sonar les campanes de morts". Una mesura va ser reservar mil lliures del tresor per ajudar la gent que, en aquelles condicions, no podien mantenir la seva família.
El 6 de juny de 1721, Mather va enviar un resum d'informes sobre la inoculació de Timonius i Jacobus Pylarinus als metges locals, demanant-los que s'informessin sobre el tema. No va rebre cap resposta. Després, Mather va presentar els seus arguments al Dr. Zabdiel Boylston, que va provar el procediment amb el seu fill petit i dos esclaus—un adult i un noi. Tots es van recuperar en aproximadament una setmana. A mitjans de juliol, Boylston havia inoculat set persones més. L'epidèmia va arribar al punt màxim l'octubre de, amb 411 morts; el 26 de febrer de 1722, Boston tornava a estar sense verola. El nombre total de casos des de l'abril de 1721 va arribar a 5.889, amb 844 morts—més de tres quartes parts de totes les morts a Boston durant 1721. Mentrestant, Boylston havia inoculat 287 persones, amb sis morts.

### Debat sobre la inoculació
La croada per la inoculació de Boylston i Mather "va aixecar un clam horroritzat" entre la població de Boston. Tant Boylston com Mather foren "Objecte[s] de la seva Fúria; els seus furiosos oprobis i invectives", que Mather reconeix en el seu diari. Els Selectes de Boston, consultant un metge que afirmava que la pràctica provocava moltes morts i només escampava la infecció, van prohibir a Boylston que la tornés a fer.
The New-England Courant publicava autors que s'oposaven a la pràctica. La línia editorial era que la gent de Boston temia que la inoculació escampava, en comptes de prevenir, la malaltia; no obstant, alguns historiadors, en particular H. W. Brands, han argumentat que aquesta postura era resultat de l'esperit de contradicció del redactor en cap James Franklin (un germà de Benjamin Franklin). El discurs públic variava en el to entre els arguments organitzats de John Williams de Boston, que escrivia que "alguns arguments que demostren que inocular la verola no està contingut en la llei de la Física, ni la natural ni la divina i, per tant, és il·legal", i els que figuraven en un pamflet del Dr. William Douglass de Boston, titulat Els Abusos i Escàndols d'Alguns Pamflets Recents a Favor de la Inoculació de la Verola (1721), sobre la qualificació dels defensors de la inoculació. (Douglass destacava en aquella època perquè tenia un títol mèdic obtingut a Europa). A l'extrem, el novembre de 1721, algú va llançar una granada encesa a casa de Mather.

#### Oposició mèdica
Alguns oponents de la inoculació de la verola, amb el Reverend John Williams entre ells, afirmaven que només hi havia dues lleis a la física (medicina): simpatia i antipatia. Segons la seva estimació, la inoculació no era simpatia envers una ferida o malaltia, ni antipatia cap a elles, sinó que la creava. Per aquest motiu, la seva pràctica violava les lleis naturals de la medicina, i feia que els seus practicants provoquessin mal en comptes de curar.
Com la majoria dels colons de l'època, les creences puritanes de Williams es barrejaven amb tots els aspectes de la seva vida, i utilitzava la Bíblia per plantejar els seus arguments. Va citar Mt 9:12, on Jesús diu: "No són els sans qui necessiten un metge, sinó els malalts". William Douglass proposava un argument més secular contra la inoculació, remarcant la importància de la raó per damunt de la passió i demanant al públic que fossin pragmàtics en les seves decisions. A més, exigia que els ministres deixessin la pràctica de la medicina per als metges, i que no es fiquessin en àrees en les quals no eren experts. Segons Douglass, la inoculació de la verola era "un experiment mèdic seriós", que no es podia fer a la lleugera. Creia que no tots els individus il·lustrats estaven qualificats per fer de metge envers els altres, i mentre que els ministres havien assumit diferents rols durant els primers anys de la colònia, inclosa la cura dels malalts, ara havien de quedar-se fora dels afers civils i de l'estat. Douglass creia que la inoculació provocava més morts que no n'evitava. L'únic motiu pel qual Mather hi havia tingut èxit era perquè ho havia fet amb nens, que tenen més facilitat natural per recuperar-se. Douglass va consagrar-se a parlar sempre en contra de "la maldat d'escampar la infecció". I ho va fer: "La batalla entre aquests dos prestigiosos adversaris [Douglass i Mather] va durar més temps que la mateixa epidèmia, i la literatura que acompanyava la polèmica era vasta i plena de vitriol".

#### Resistència puritana
En general, els pastors puritans estaven a favor dels experiments amb la inoculació. Increase Mather, el pare de Cotton, així com els destacats pastors Benjamin Colman i William Cooper van propagar obertament l'ús de les inoculacions. "Una de les premisses clàssiques de la ment puritana era que la voluntat de Déu s'havia de discernir a la natura així com a la revelació." No obstant, Williams va qüestionar si la verola "no és una de les obres estranyes de Déu; i si inocular-la no serà una lluita amb l'Altíssim." També demanava als seus lectors si l'epidèmia de verola podia haver estat impartida per Déu com "càstig pel pecat", i avisava que intentar protegir-se de la fúria de Déu (mitjançant la inoculació), només serviria per "provocar-lo encara més".
Els puritans trobaven un significat en l'aflicció, i encara no sabien per què Déu se'ls mostrava desfavorable amb la verola. Si no redreçaven els seus camins equivocats abans d'intentar una curació, podia fer-los recular en la seva "missió". Molts puritans creien que crear una ferida i posar-hi verí era violència i, per tant, era l'antítesi de l'art del guariment. Volien seguir els Deu Manaments, ser membres dignes de l'església i bons veïns. La contradicció aparent entre fer mal o assassinar un veí mitjançant la inoculació i el seu Sisè Manament—"no mataràs"—semblava insoluble i, per tant, era una de les objeccions principals contra el procediment. Williams mantenia que com que la Bíblia no parlava de la inoculació, no era la voluntat de Déu i, per tant, era "il·legal". Explicava que la inoculació violava la Regla d'Or, perquè si un veí n'infectava voluntàriament un altre amb la malaltia, no estava fent pels altres el que hauria fet per ell. Amb la Bíblia com a font per a totes les decisions dels puritans, la manca de referències a les escriptures feia que molts se'n preocupessin, i Williams va burlar-se ostentosament de Mather per no ser capaç de trobar un edicte d'inoculació directament a la Bíblia.

#### Defensa de la inoculació
Amb l'epidèmia de verola agafant força i amb un cost en morts cada vegada més elevat, cada dia era més urgent una solució a la crisi. L'ús de la quarantena i altres mètodes, com equilibrar els humors, no van alentir la propagació de la malaltia. A mesura que arribaven les notícies entre les ciutats, i arribava correspondència des de l'altra banda del mar, les històries horribles de patiment i pèrdues degudes a la verola provocaven pànic en la població. "Cap als volts de 1700, la verola s'havia convertit en una de les malalties epidèmiques més devastadores que circulaven a banda i banda de l'Atlàntic".
Mather va posicionar-se fortament en contra de la percepció que la inoculació anava contra la voluntat de Déu i va argumentar que el procediment no se sortia dels principis puritans. Va escriure "si un cristià no pot utilitzar aquesta Medicina (sigui de la matèria que es vulgui) i donar humilment Gràcies a la bona Providència de Déu en descobrir-la a un Món miserable; i mirar humilment a la Seva Bona Providència (com fem en l'ús de qualsevol altra Medicina). Pot semblar estrany, que cap cristià savi no ho pugui respondre. I que estrany que Homes que s'anomenen a si mateixos Metges traeixin l'Anatomia, la Filosofia, així com la Divinitat en les seves invectives contra aquesta Pràctica?" El ministre purità va començar a assumir el sentiment que la verola era inevitable per a tothom, tant els bons com els dolents, però Déu els havia proporcionat un mitjà per salvar-se. Mather explicava que, des del seu punt de vista, "ningú dels que l'han utilitzada no ha mort de la Verola, encara que en el mateix temps, era tan maligna, que almenys la meitat de la Gent havia mort, dels que se n'havien afectat de la manera Comuna."
Mentre Mather experimentava amb el procediment, els destacats pastors puritans Benjamin Colman i William Cooper vam expressar el seu suport públic i teològic. La inoculació de la verola va acabar sent acceptada pel públic en general gràcies a les experiències de primera mà i les relacions personals. Encara que molts recelaven del concepte al principi, quan la gent va poder veure en primera persona els resultats consistentment positius del procediment dins de la seva pròpia comunitat de ciutadans comuns, va passar a utilitzar-se de forma general. Un canvi important en la pràctica, a partir de 1721 va ser regular la quarantena dels inoculats.

### Conseqüències
Encara que Mather i Boylston van poder demostrar l'eficàcia de la pràctica, el debat sobre la inoculació va continuar fins i tot després de l'epidèmia de 1721–22. Després de superar dificultats considerables i obtenir èxits notables, Boylston va viatjar a Londres el 1725, on va publicar els seus resultats i fou elegit membre de la Royal Society el 1726, amb Mather rebent formalment l'honor dos anys abans.